# El Dorado

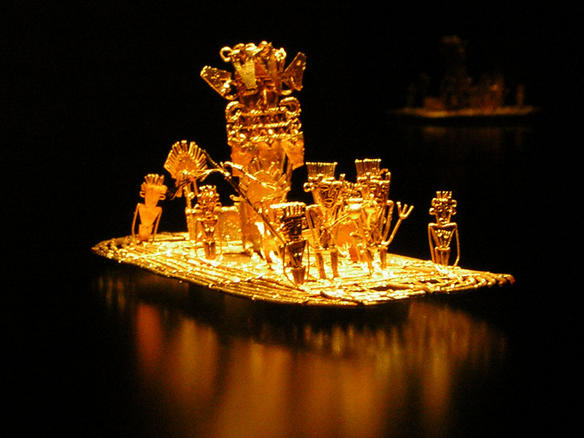
Di vật bằng vàng ở Bogotá Colombia

El Dorado hay đất nước bằng vàng hay là truyền thuyết về thành phố vàng là một thành phố trong khu rừng già Amazon của Nam Mỹ của người Inca mà theo nhiều nhà thám hiểm cho rằng đây là thành phố có chứa rất nhiều vàng. Trong tiếng Tây Ban Nha từ gốc "El Dorado" có nghĩa là "dát vàng". Nguồn gốc của từ này xuất phát từ một tục lệ của một bộ tộc người da đỏ khi nhà vua mới lên ngôi họ đem cát vàng rắc lên người nhà vua. Từ đó sinh ra truyền thuyết về "người dát vàng El Dorado" mà những nhà thám hiểm Tây Ban Nha kể lại.
Đây là một trong những thành phố nổi tiếng nhất trong các huyền thoại, El Dorado là một đế chế bí hiểm được tìm thấy ở các khu rừng Nam Mĩ. Thành phố được trị vì bởi một nhà vua hùng mạnh, với rất nhiều vàng và châu báu. Trong nhiều năm, nó là chủ đề của những cuộc thám hiểm, cũng như nhiều tai nạn đã xảy ra.
Những cuộc thám hiểm liên tục được diễn ra kể từ khi người Tây Ban Nha nghe kể về một thành phố có chứa đầy vàng. Tin đồn này lan rộng đến châu Âu và thu hút nhiều đoàn thám hiểm đến từ nhiều quốc gia như Tây Ban Nha, Anh, Đức, Pháp, Mỹ... Những chuyến mạo hiểm này được tổ chức ở nhiều góc độ, từ những đoàn thám hiểm hùng hậu do các nhà nước cử đi với sự chỉ huy của các vị sĩ quan quân đội cho đến các đoàn thám hiểm của các Viện nghiên cứu, trường đại học, các công ty cho đến tư cách các cá nhân.. Tất cả đã góp phần thêu dệt nên một truyền thuyết bí ẩn về thành phố này, thu hút nhiều người có tham vọng cũng như vì mục đích nghiên cứu.

## Truyền thuyết và dấu vết

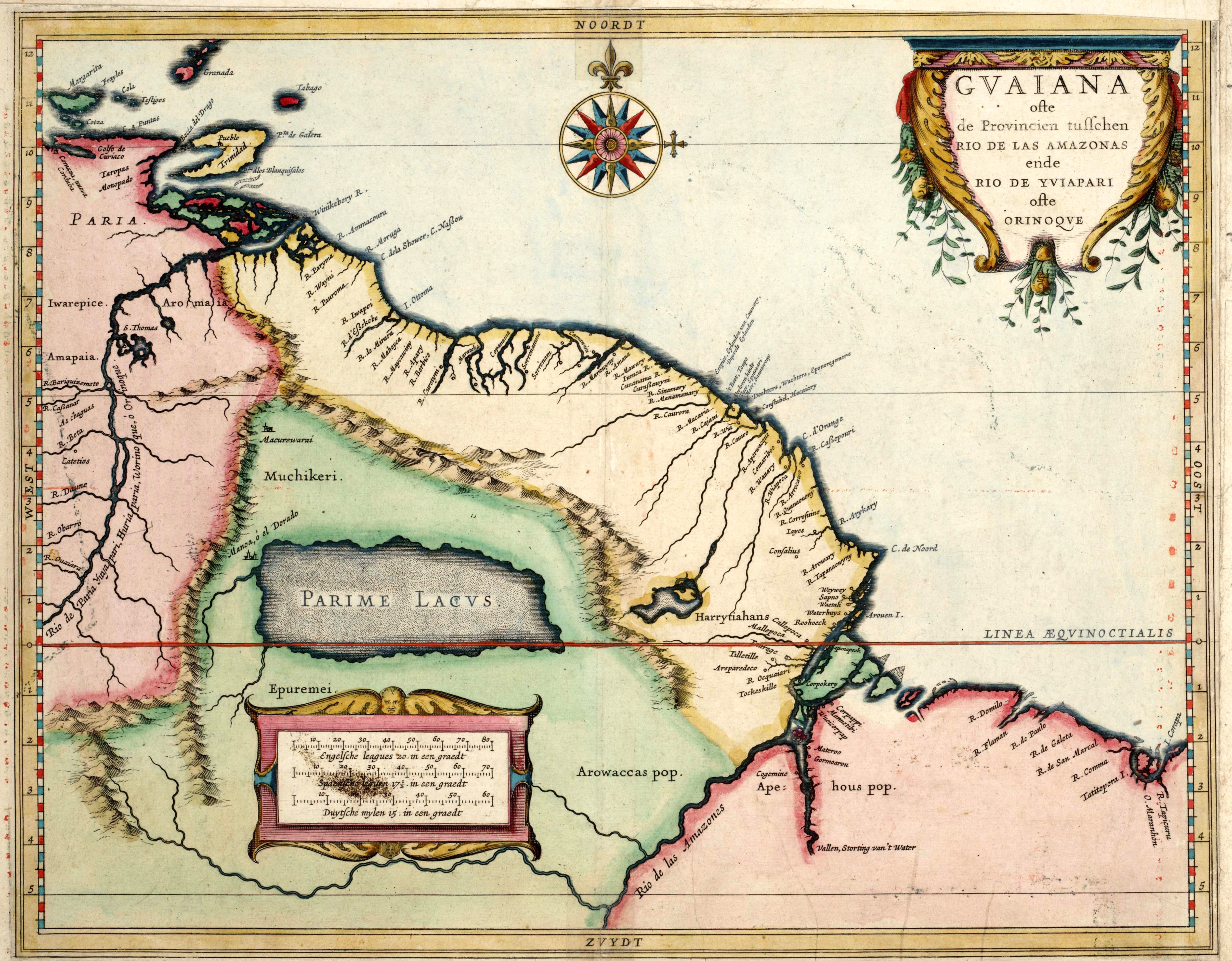
Vị trí theo bản đồ cổ

Theo truyền thuyết, ẩn khuất đâu đó trong khu rừng già Amazon của Nam Mỹ tồn tại một thành phố cổ xưa có rất nhiều vàng, nhiều đến nỗi đường sá và nhà cửa đều được dát vàng lấp lánh đến nỗi những cư dân sống trong đó không còn xem nó là kim loại quý hiếm nữa. Thành phố này được che giấu kín đáo đến nỗi không một ai có thể tìm ra cánh cửa để bước vào, hoặc một khi đã vào thì không ai có thể quay trở ra. Nhiều thế kỷ sau, đã có nhiều người tham lam quyết tâm thám hiểm khu rừng Amazon để tìm manh mối về thành phố huyền thoại - El Dorado.
Truyền thuyết này thực tế nó được bắt nguồn từ những lời kể của những nhà thám hiểm người Tây Ban Nha về một vùng đất nằm giữa sông Amazon và hồ Parima ở Guyana như: Francisco de Orellana; Juan Martinéz (vốn là công nhân sửa đường trong cuộc thám hiểm của Diego de Ordaz đã bị bỏ rơi), Luiz Daza một viên sĩ quan Tây Ban Nha và còn nhiều nhân chứng khác. Thông qua lời kể của những nhân chứng này, người Tây Ban Nha đã tái hiện lại khung cảnh của thành phố này như sau:
Nằm sâu trong rừng Amazon một thành phố cổ nằm trên đỉnh một ngọn núi, một thành phố vàng đầy của cải có tên Manoa nằm bên bờ của một hồ nước mặn lớn. Khi bước vào thành phố đó, phải đi qua "nhiều cây cầu đá, một bức tượng, các con đường rộng lớn và một ngôi đền với những chữ viết tượng hình", lối vào thiên đường, Qorikancha (vành đai vàng), (đó là những cái tên mà người Inca đã đặt cho) khối kiến trúc xây bằng đá xám được chạm trổ khá cầu kỳ và được bọc bạc hầu hết ở phía ngoài mà không cần phải nhờ tới vôi vữa. Ở phía giữa khối kiến trúc là một dải vàng chạy quanh. Phía trong, ở giữa khu vườn, là một cánh đồng ngô trong đó lấp lánh những bông vàng được dùng ở những lễ hội văn hóa. Chính giữa là một bức tượng thần Mặt trời, Inti-một bức tượng bằng vàng ròng cao cỡ người một đứa trẻ một tuổi. Bức tượng mặc một chiếc áo len thêu bằng vàng, trên trán tượng có quấn một dải băng gắn một chiếc đĩa vàng và đi đôi dép cũng bằng vàng người Inca gọi vàng là "mồ hôi của mặt trời".
Hàng năm, một lượng vàng khổng lồ đã được chở tới thủ phủ Cuzco của người Inca cho các vị vua. Ở thủ đô Manoa của vương quốc Eldorado này, cung điện của nhà vua bằng vàng ròng, còn nhà vua cứ buổi sáng rửa hết vàng, buổi tối trước khi đi ngủ lại dát vàng lên người. (Đối với người Inca, vàng thực ra không có một ý nghĩa gì khác ngoài việc dùng để thờ các vị thần). Chỉ có các nhà vua, thầy tu và một vài nhà quý tộc được phép sử dụng các trang sức bằng vàng bởi vì họ là những người duy nhất có thể liên lạc được với Inti, thần của các vị thần.

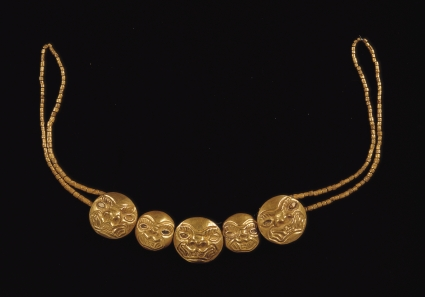
Vòng cổ vàng Moche với các hình đầu mèo. Bộ sưu tập Bảo tàng Larco Collection. Lima-Peru

Ở bên bờ của một hồ nước thiêng nằm sâu trong rừng rậm, mỗi vị vua sai quết quanh người mình một loại bột dính, sau đó phủ vào đó các lớp bột vàng để cơ thể có thể sáng rực lên như mặt trời. Sau đó, dưới âm thanh của sáo và các nhạc cụ làm từ vỏ sò biển, vị vua leo lên một chiếc thuyền đẹp để đi ra giữa hồ nước. Những thần dân xúm xít quanh một chiếc giỏ lớn trong chứa đầy ngọc quý, đồ trang sức bằng vàng và bạc và tung chiếc giỏ lên không trung cho nó rơi xuống hồ. Đây là một tập tục được coi là hiến lễ đối với các vị thần.
Truyền thuyết này càng được cũng cố khi có thông tin cho rằng vị vua Atahualpa của người Inca đã chất đầy các đồ vật bằng vàng trong một ngôi nhà dài 6,7 mét, rộng 5,2 mét, cao chạm tay người để hy vọng người Tây Ban Nha đổi lại tự do cho mình khi ông bị quan tư lệnh Tây Ban Nhà là Francisco Pizarro bắt làm tù binh trong một trận đánh. Tất cả những phát hiện trên đã diễn ra vào năm 1533. Tin tức từ Cuzco lan đi đã làm hứng khởi cho tất cả những người đang trên đường tới đó.
Truyền thuyết này sau đó trở thành đề tài cho tin đồn về một xứ sở có rất nhiều vàng mà những người dân ở đó đem vàng dát lên người. Sau đấy, có rất nhiều đoàn thám hiểm (không chỉ của người Tây Ban Nha mà còn của người Anh) đi tìm vùng đất này. Những truyền thuyết về những kho báu khổng lồ đã và đang cuốn hút những người ưa phiêu lưu, mạo hiểm, những kẻ săn vàng và cả các nhà nghiên cứu từ khắp nơi trên thế giới đổ về Nam Mỹ.

## Những cuộc phiêu lưu mạo hiểm

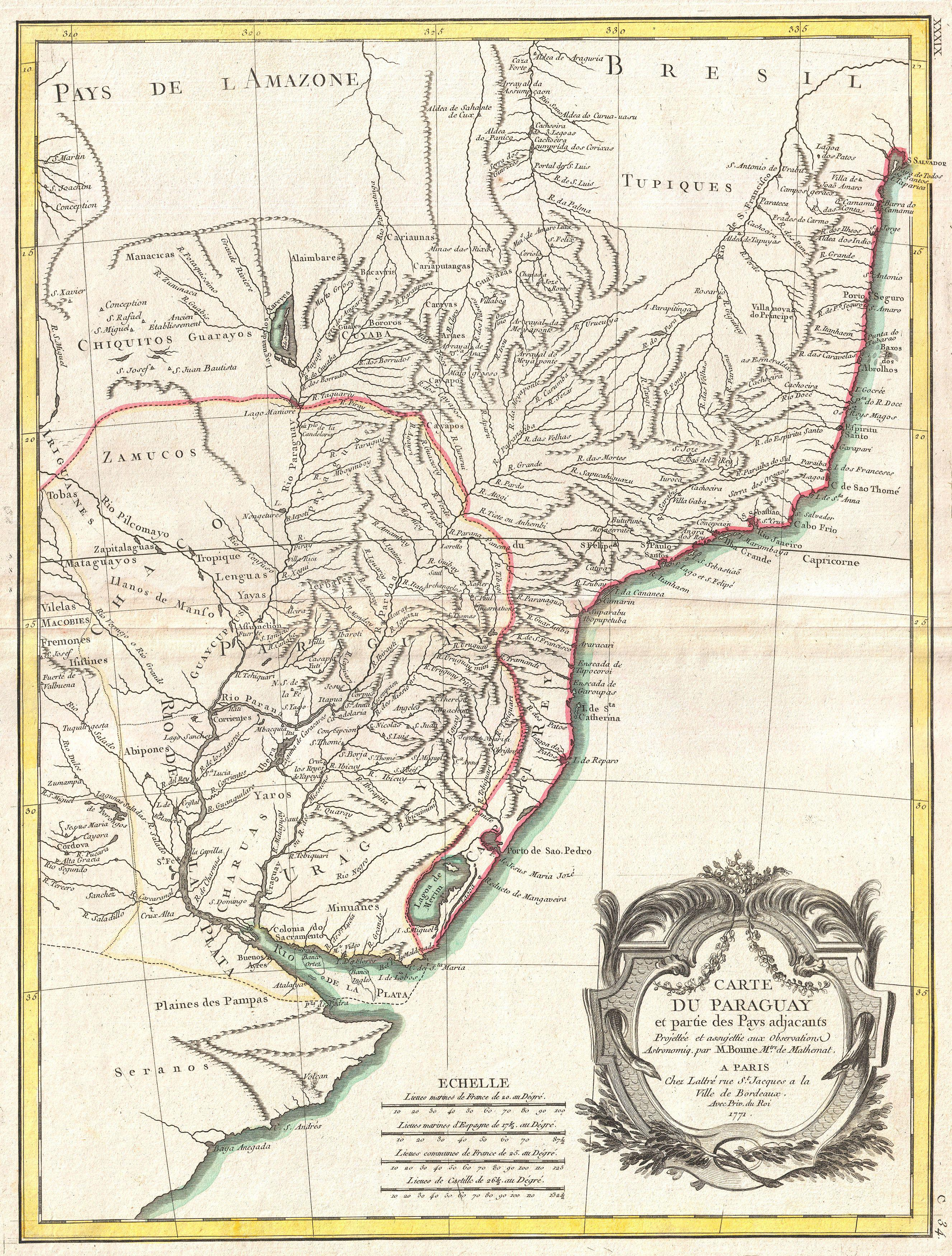
Bản đồ hành trình vào thế kỷ 18

Tất cả những truyền thuyết, những tin đồn, những phát hiện và những lời kể của các nhân chứng đã thôi thúc nhiều đoàn thám hiểm lên đường để tìm kiếm thành phố truyền thuyết này.

### Chuyến đi đầu tiên
Năm 1540, Gonzalo Pizarro, vị thống lĩnh khu vực Quito ở Bắc Ecuador ngày nay, đã tập hợp hơn 340 binh lính và 4.000 thổ dân da đỏ đi tìm El Dorado. Gonzalo phải bỏ cuộc sau khi nhiều người trong đoàn chết vì đói, bệnh tật và bị thổ dân trong rừng Amazon tấn công. Và đến năm 1541, sau khi chống chọi với bệnh dịch, nạn đói, và bị tấn công bởi những người bản xứ, thì cuộc thám hiểm đã bị hủy bỏ.

### Chuyến đi thứ hai
Thời gian sau, nhà thám hiểm Gonzalo Jiménez Quesada cùng với 800 người của mình, ông ta đã vượt qua nhiều đầm lầy và khu rừng nguyên sinh và đi thuyền trên sông Rio Grande trước khi tới một khu vực rừng núi mà nay đã trở thành Columbia.
Một cuộc thám hiểm địa ngục mà lúc cuối cùng số người sống sót chỉ còn 166 người. Quesada đã thấy số người của mình tụt giảm đi nhanh chóng, họ chết vì bệnh sốt, vì bị côn trùng độc cắn, bị dơi, muỗi, rắn, cá sấu và báo gấm tấn công, cuối cùng là bị chết đói, nghèo khổ hoặc tai nạn. Một trong những người lính của ông đã viết: "Tôi không đủ mực để miêu tả lại chỉ một phần năm những gì đã xảy ra".

### Chuyến đi thứ ba
Sau đó ít lâu, Sebastián de Belalcázar tiếp tục lên đường từ Quito trong khi thuyền trưởng người Đức Nikolaus Federmann, sinh ở Ulm lại hướng về phía Bắc từ phía bờ biển của Venezuela và theo dọc dãy núi Andes đi về phía Đông.
Ông tìm Eldorado vì lợi ích của những người Welser, những quý tộc giàu có ở Ausbourg đã thành lập ra một công ty thương mại, những nhà băng và chủ những vùng mỏ. Hoàng gia Tây Ban Nha cũng đã ủy thác cho công ty này nhiệm vụ khám phá ra tỉnh lị này của Venezuela.
Năm 1539, ba nhóm tìm kiếm cạnh tranh đã gặp nhau trong một thung lũng cao, nơi chính là thủ đô của Columbia, Bogotá. Thay vì giải quyết sự bất đồng và tranh giành quyền lợi bằng vũ khí và máu, họ lại quyết định đi tới một thảo thuận chung bằng cách cùng về Tây Ban Nha để bảo vệ quyền sở hữu của mình đối với vương quốc hoang đường trước nhà vua.

### Các chuyến đi tiếp theo
Các chuyến đi tiếp theo được thực hiện bởi các nhà thám hiểm khác, họ đem theo bên mình một lực lượng nhân công hùng hậu và ra sức đào bới, tìm kiếm dấu vết. Nhưng kết quả không mấy khả quan. Chẳng hạn:
- Hernán Pérez de Quesada, em trai của nhà thám hiểm đầu tiên đã bắt những người nô lệ thổ dân da đỏ tát cạn hồ trong vòng 3 tháng. Khi mực nước chỉ còn 3 mét, người ta đã lấy lên chỉ được khoảng 12 đến 15 kg vàng.
- Nhà thương thuyết Antonio de Pepúlveda cùng với 8.000 nô lệ thổ dân da đỏ đã tới hồ, đào một con mương dốc xung quanh hồ để làm cạn nước. Thế nhưng khi mực nước chỉ còn 20 mét, con mương bị vỡ và nhấn chìm toàn bộ những người xung quanh đó. Công việc buộc phải dừng lại.
- Philip von Hutten, một thành viên khác của công ty Welser lang thang 5 năm trời ở rìa đông của dãy Andes thuộc vùng Omagua, sống cùng thuộc hạ bằng ốc sên và ếch nhái, giun và rắn trước khi bị những kẻ cạnh tranh người Tây Ban Nha giết chết trên đường trở về.
- Francisco de Orellana cùng đoàn người của mình đi về phía hướng Tây, vượt qua những dãy núi cao và leo ngược xuống những vùng rừng ẩm ướt, lênh đênh 8 tháng trời trên một dòng sông khổng lồ trên quãng đường gần 6.000 cây số, ra tới tận cửa sông mà vẫn chưa tìm thấy Eldorado. Nhưng ít nhất ông đã tìm ra dòng sông Amazone.
- Nhà thám hiểm Pedro de Ursúa thử vận may bằng con đường hướng về phía Bắc và bị giết chết trong một cuộc nổi loạn. Thủ lĩnh của những kẻ phiến loạn thực sự là một kẻ bạo chúa đối với những người của mình và đối với dân bản địa trước khi đến lượt mình bị ám sát.

Trong một bức thư gửi nhà vua Tây Ban Nha, ông đã viết: "Tôi xin thề với danh nghĩa của một con chiên Thiên chúa rằng không ai có thể ra khỏi nơi đây ngay cả khi ta có cả 100.000 người. Những câu chuyện hoàn toàn là hoang đường và con sông này chẳng dấu trong mình nó điều gì ngoài nỗi thất vọng".
- Và ở tuổi 70, Jiménez de Quesada lúc đó được chỉ định làm toàn quyền Nouvelle-Grenade vẫn quyết định đi kiếm tìm sự thật. Cùng với hơn 300 người, 1.100 con ngựa và 1.500 phu khuân vác người da đỏ, ông bắt đầu cuộc hành trình khốn khổ trong suốt 5 năm và cuối cùng chỉ còn 25 người trở về.
- Nhà thám hiểm Antonio de Berrio xuống vùng Orénoque bằng cách men theo con sông với 20 chiếc canô và 200 con ngựa. Năm 1595, ông bị nhà thám hiểm người Anh là Walter Raleigh bắt làm tù binh trên hòn đảo Trinité.
- Cuộc thám hiểm quan trọng nhất do nhà thám hiểm người Anh Walter Raleigh thực hiện vào đầu thế kỷ XVII. Đoàn thám hiểm với 300 người đã nỗ lực đi tìm Eldorado mà không có phát hiện gì.

Raleigh cùng người của mình đi ngược trở lại Orénoque nhưng đã không vượt qua được cái thác đầu tiên. Khi trở lại Anh, ông này không ngừng nói đến "vương quốc Guyane và thành phố đầy vàng mà người Tây Ban Nha gọi là Eldorado".
Năm 1617, chính phủ Anh một lần nữa gửi ông đi tìm thành phố vàng với một điều kiện duy nhất: không được tấn công các vùng đất thực dân Tây Ban Nha. Tuy nhiên, viên tướng của ông đã tấn công thành Santo Tomás nằm bên dòng sông Orénoque. Releigh khi trở về Anh ông đã bị cáo buộc tội phản quốc và giam giữ, cuối cùng ông chết trong ngục.

### Những cuộc tìm kiếm sau này

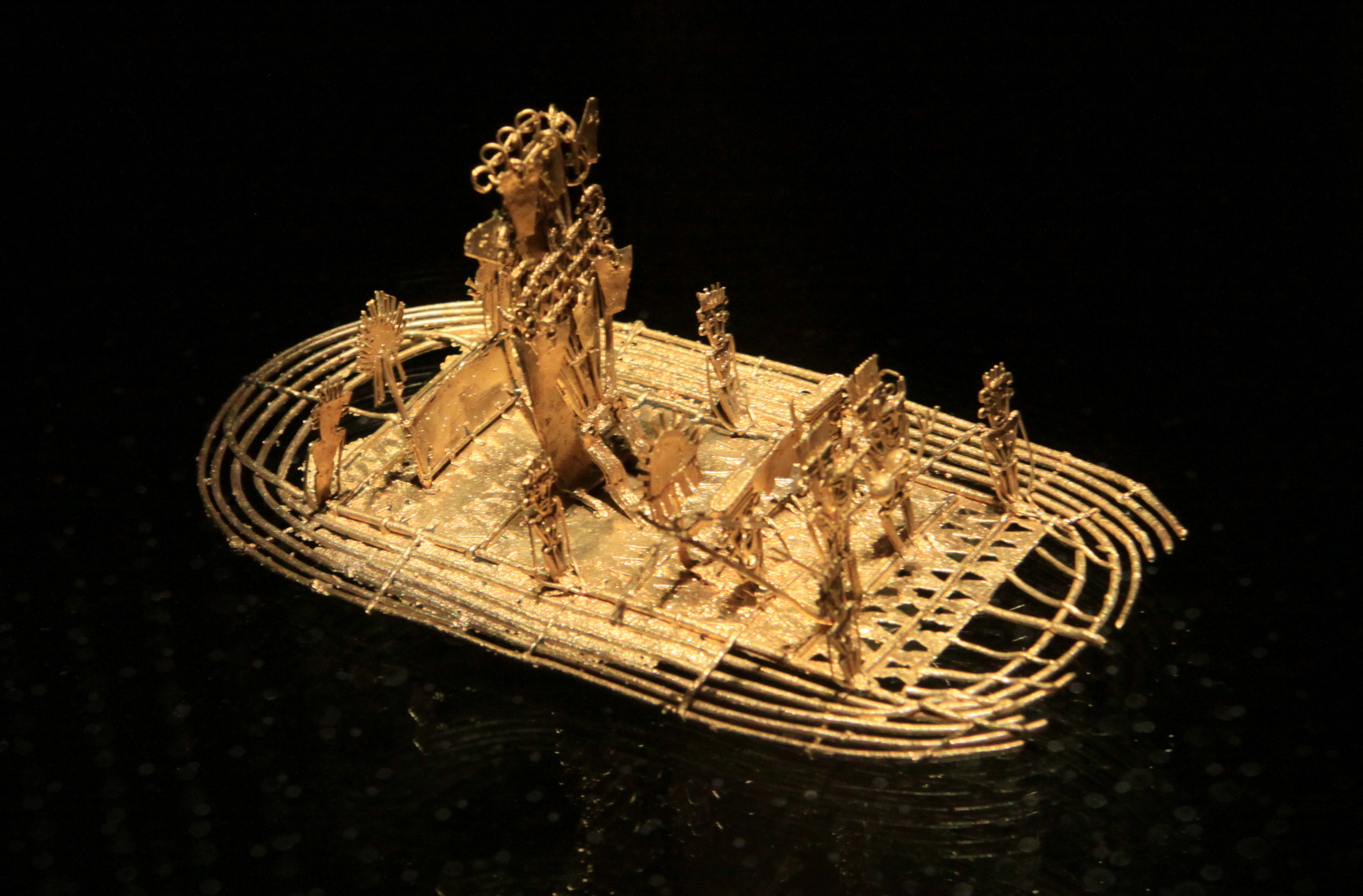
Di vật bằng vàng ở Bogota

Huyền thoại thành phố vàng vẫn tiếp tục sức sống của nó. Hàng trăm nhà thám hiểm đã mất mạng nhưng lại có hàng trăm người khác nối gót ra đi. Các nhà truyền giáo dòng Tên nói về một thành phố tráng lệ có tên Paititi nằm ngay dưới một con thác trong rừng sâu Amazone.
Năm 1861, viên đại tá Pêru là Faustino Maldonado từ Cuzco ra đi để tới vùng đồng bằng nằm dưới chân dãy Andes tìm Paititi nhưng ông đã bị chết đuối trên dòng sông nước xiết Rio Madeira.
Một thời gian ngắn trước khi Thế chiến thứ nhất nổ ra, nhà thám hiểm và là đại tá người Anh Percy Fawcett (nguyên mẫu của nhân vật Indiana Jones trong phim ảnh) đã gọi đó là "Thành phố Z" và đã tới Nam Mỹ để thực hiện nhiệm vụ của Hội Địa chất Hoàng gia Anh. Ông đã đọc được báo cáo của những người lính đánh thuê và đã vạch ra kế hoạch thám hiểm. Nhưng trong khi ông đang chuẩn bị tiến vào "Thành phố Z" thì chiến tranh nổ ra khiến mọi việc gián đoạn. Chiến tranh kết thúc vào năm 1918, Fawcett lại tìm vốn để trở lại Nam Mỹ với hy vọng tới được "Thành phố Z". Tuy nhiên ý tưởng của ông đã bị đánh giá là lập dị.
Năm 1920, Fawcett lại dẫn đầu một đoàn người tới Nam Mỹ. Song chuyến đi tìm "Thành phố Z" lại thất bại và ông phải bắn chết con ngựa đã bị què của mình trong rừng Amazon. Năm 1925, Fawcett lại trở lại Nam Mỹ và viên đại tá này đã rời Bolivia để tiến vào dãy núi Mato Grosso của Brasil. Ông viết thư cho vợ: "Em không phải lo về bất kỳ thất bại nào cả". Nhưng đó đã là những dòng chữ cuối cùng của Fawcett. Năm 1927 ông mất tích. Nhiều đoàn tìm kiếm đã cố gắng lần theo dấu vết của Fawcett nhưng không có kết quả.
Năm 1955, nhà thám hiểm người Đức Hans Ertl tin rằng mình đã khám phá ra được bí mật khi tìm thấy Cerro Paititi nằm ở phía Đông Bắc của hồ Titicaca nhưng ông không bao giờ có được một bằng chứng thuyết phục.
Năm 1957, một nhà thám hiểm Pêru là Carlos Neuenschwander đã thực hiện tới 27 chuyến thám hiểm để tìm kiếm các dấu vết của thành phố huyền thoại này và năm 1975, các bức ảnh chụp từ vệ tinh của Nasa đã khiến giới khoa học náo loạn: chúng chứng tỏ có các cấu trúc kim tự tháp nằm trong các khu rừng nguyên sinh. Những người Machiguengas đã đặt tên Paratoari cho khu vực thiêng liêng của họ.
Những cuộc thám hiểm khác vẫn đang được tiếp tục trong khu rừng rậm của Pêru để định vị Paititi. Nhà nghiên cứu người Pháp Thierry Jamin đã thực hiện 4 cuộc thám hiểm, một đồng nghiệp khác người Mỹ, ông Dreg Deyermenjian đã tới đó tổng cộng 13 lần. Jamin cho rằng đã tìm thấy từ năm 2002 những dấu vết giúp ông giải quyết được bài toán bí hiểm.
Cùng với Herbert Cartagena, người đã cùng vợ là Nicole đã khám phá ra một thành phố nhỏ của người Inca-Mameria vào năm 1979, ông đã tổ chức nhiều cuộc thám hiểm bắt đầu từ năm 1998 với mục đích tìm ra câu trả lời cuối cùng cho bí mật của các kim tự tháp mà người ta đã biết từ hơn 30 năm trước đó. Trong những cuộc thám hiểm này, họ đã phát hiện được một lượng đáng kể các đồ vật của người Inca, chứng tỏ sự hiện diện của những đứa con của Thần Mặt trời ở khu vực xa xôi hẻo lánh này của Pêru, nơi chưa có bất cứ dấu vết nào của khảo cổ học. Họ cũng đã tìm thấy rất nhiều dao rựa bằng đá, được dùng vào mục đích quân sự cũng như một số lượng lớn các binh khí khác bằng kim loại.
Những người dân ở khu rừng rậm này, những người Machiguengas coi những kim tự tháp này như là một ngôi đền lớn của Người Xưa. Họ đặt tên cho nơi này là Paratoari. Họ cũng nói với chúng tôi về sự hiện diện của các socabon, hay các đường ống trong một số kim tự tháp và một số đường ống dẫn thẳng tới các ngọn núi. Một ngày, Thierry Jamin đã khám phá ra một cộng đồng khác nằm kề bên những kim tự tháp nhờ một anh bạn trẻ thổ dân da đỏ đã phát hiện ra một khối lượng lớn vữa xây dựng dưới một con sông nằm phía Bắc Paratoari.
Một số lượng đáng kể các vật liệu khảo cổ thường được con sông río Negro có dòng chảy bắt nguồn từ sườn bên kia của dãy núi Pantiacolla mang đi. Những dấu hiệu này chứng tỏ là ở gần đây có một khu dân cư mà đó rất có thể là thành phố Savoir, tên người em gái sinh đôi cùng với Cuzco, thủ phủ chính trị của Tahuantinsuyu. Tiếp đến ông đã có những phát hiện quan trọng, đưa ra những giả thiết táo bạo về thành phố này. Tuy vậy, lần thám hiểm này lại thất bại do địa hình rừng núi hiểm trở và cả sự thù địch của người dân bản địa. Họ phải đợi nhiều tháng cho mùa mưa qua đi và đợi cho nỗi thù hận của người bản địa nguôi bớt để có thể tiếp tục các nghiên cứu.
Như vậy, vào tháng 6, Thierry Jamin và Herbert lại tiếp tục tìm kiếm dấu vết của "thành phố bị quên lãng". Lần này, họ đi cùng với 8 phu khuân vác và hai cảnh sát Pêru hộ tống cùng một nhóm phóng viên của Đài truyền hình Đức ZDF. Bước đầu tiên là tới Pusharo, một địa điểm mà họ đã viếng thăm nhiều lần và cho là có liên quan tới thành phố mà chúng tôi đang tìm kiếm. Ở đó có những bức hình chạm khắc rất bí hiểm trên vách đá, nằm cách khu kim tự tháp khoảng 10 cây số về phía Đông-Bắc, cạnh bờ sông thuộc río Sinkebenia.
Lần đầu tiên những hình chạm khắc này được khám phá là vào năm 1921, bởi nhà truyền đạo dòng Đô-mi-ních Vicente de Cenitagoya. Do phần lớn các nhà khảo cổ học còn chưa biết nên những hình chạm khắc này hoàn toàn chưa được nghiên cứu bài bản theo phương pháp khoa học. Sau đó họ tiếp tục di chuyển đến các địa điểm tiếp theo và nhận ra rằng không có bất cứ dấu vết nào về sự hiện diện của con người ở đây, ngay cả sự hiện diện của người cổ đại. Địa điểm này có lối vào cực kỳ khó khăn, hiểm trở và trơn trượt. Dường như người Incas đã chưa bao giờ sử dụng con đường này. Và kết quả của đợt thám hiểm này cũng chỉ đạt ở một mức độ nhất định.
Nói tóm lại, từ xưa tới nay, chưa có ai trở ra khỏi Amazon với bằng chứng xác thực về sự tồn tại của một thành phố như vậy. Một số người như John Hemming, cựu Giám đốc Hội Địa chất Hoàng gia Anh, trong cuốn sách "The Search For El Dorado" rằng chính những người thực dân đã tung tin đồn về El Dorado, rằng đây là một thành phố chứa đầy vàng bạc.

## Những phát hiện mới nhất

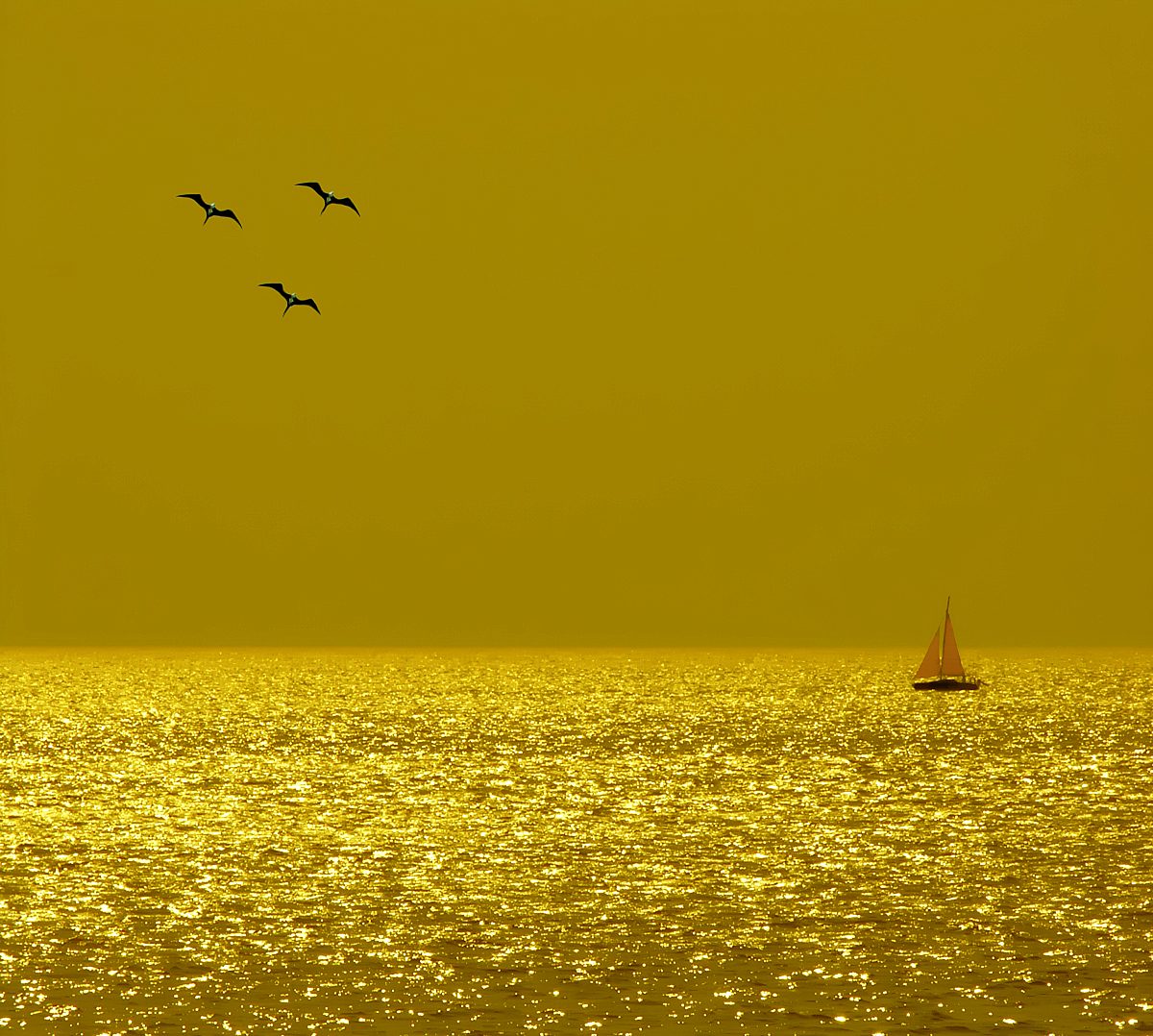
Quang cảnh ngày nay

Những tưởng El Dorado, thành phố cổ đại chứa hàng núi vàng, chỉ là truyền thuyết. Song mới đây các nhà khoa học đã công bố bằng chứng về sự tồn tại của nó. Điều quan trọng khi tìm thấy El Dorado không nằm ở vấn đề vàng bạc, mà từ các giá trị lịch sử, khảo cổ vô giá mà nó mang lại.
Đã có 3 nhà khoa học đã tiến gần tới việc chứng minh sự tồn tại của El Dorado. Tạp chí Antiquity vừa đăng bài viết của họ về việc phát hiện hơn 200 vết tích lớn của El Dorado tại khu vực lòng chảo Amazon, gần biên giới Brazil và Bolivia.
Theo đó, từ trên cao, trông các vết tích này như những đường kẻ địa lý được khắc vào mặt đất. Nhưng các nhà khoa học cho rằng những đường nét này là phần còn lại của các con đường, cây cầu, hào sâu, các đại lộ và quảng trường từng là nền tảng của một thành phố văn minh nằm trên một khu vực dài hơn 200 km.
Thành phố này có thể đã là nơi sinh sống của một cộng đồng dân cư khoảng 60.000 người và những tàn tích mới được phát hiện có niên đại từ năm 200 - 1283 Công nguyên. Đó được xem là một phát hiện đáng kinh ngạc do lâu nay không ít người vẫn nghi ngờ sự tồn tại của El Dorado.
Theo nhà nghiên cứu David Grann, tác giả cuốn The Lost City of Z, khẳng định tầm quan trọng của phát hiện mới. Ông phát biểu rằng:
"Nó đã phá vỡ những ý niệm vẫn thịnh hành lâu nay về hình ảnh của Amazone trước khi Christopher Columbus đặt chân tới đây" và "Trong hàng thế kỷ, các nhà khoa học đã đặt giả thuyết rằng cánh rừng là một cái bẫy tử thần, một dạng "thiên đường giả", nơi chỉ tồn tại các bộ tộc nhỏ, nguyên thủy và sống du cư. Song những phát hiện mới cho thấy Amazon thực tế là cái nôi của một nền văn minh lớn, đã là tiền đề cho văn minh Inca và người ta đã xây dựng được một xã hội phức tạp phi thường, tạo nên những công trình vĩ đại".
Ông cũng cho rằng phát hiện mới chỉ là "phần nổi của tảng băng chìm" và tuyên bố: "Các tác giả của công trình nghiên cứu mới nhất ước tính rằng giới khoa học mới chỉ tìm thấy trên 10% những gì từng thuộc về El Dorado. Sẽ phải mất hàng thập kỷ để giới khoa học khám phá ra quy mô của di tích này cũng như các nền văn minh Amazon cổ đại".
Phát hiện mới được công bố của nhóm các nhà khoa học đã đánh dấu một mốc lớn trong nỗ lực nghiên cứu bền bỉ kéo dài suốt 8 năm qua. Vào năm 2002, khi sử gia người Phần Lan Martti Parssinen biết tin đồng nghiệp là nhà khảo cổ Alceu Ranzi đã phát hiện dấu vết của các công trình cổ khi bay ngang qua Amazone.
Ranzi đã mời Parssinen hợp tác nghiên cứu di tích kể trên sau khi bị các đồng nghiệp Mỹ từ chối. Hai ông đã bay trở lại khu vực được Ranzi phát hiện. Parssine phát biểu: "Khi tôi thấy những hình ảnh dưới đất, một cảm giác kỳ lạ xuất hiện" và "Chúng tôi nhận thấy rằng phát hiện này có thể thay đổi lịch sử".

## Thông tin khác
- Bài thơ Eldorado lần đầu tiên in ở tạp chí Flag of Our Union tháng 4 năm 1849. Bài thơ này của Edgar Allan Poe viết trong những ngày tháng được gọi là "Cơn sốt vàng" (California Gold Rush) đó, nhưng đề tài Eldorado tác giả hoàn toàn viết theo cách của mình.
- El dorado còn được đặt tên của một Sân bay quốc tế (IATA: BOG, ICAO: SKBO) ở Bogotá, Colombia và còn được đặt tên cho một quận trong tiểu bang California, Hoa Kỳ, quận lỵ đóng tại thành phố Placerville.
- El dorado là chủ đề chính cho các bài hát cùng tên được ca sĩ Elton John trình bày và bài hát do ban nhạc Morden Talking biểu diễn.
- El Dorado cũng là đề tài trong các trò chơi điện tử mà một trong đó có tên là Bá chủ thế giới[6] cũng như bộ phim hoạt hình mang tên: Con đường tới thành phố vàng.
- El Dorado còn là một bài hát trong album thứ hai của nhóm nhạc Hàn Quốc EXO.